# Nord-Kivu
Koordinaten: 0° 36′ S, 28° 42′ O
Nord-Kivu (deutsch auch Nordkivu) ist eine Provinz der Demokratischen Republik Kongo mit etwa 6,6 Millionen Einwohnern (Stand 2015). Ihre Hauptstadt ist Goma.

## Geographie
Die Provinz liegt im Osten des Landes und grenzt im Süden an die Provinz Sud-Kivu, im Südwesten an Maniema, im Nordwesten an Tshopo, im Norden an Ituri und im Osten mit den gemeinsamen Virunga-Vulkanen an die Nachbarländer Ruanda und Uganda. In diesem Berggebiet liegen jeweils Nationalparks – im Kongo der Nationalpark Virunga.

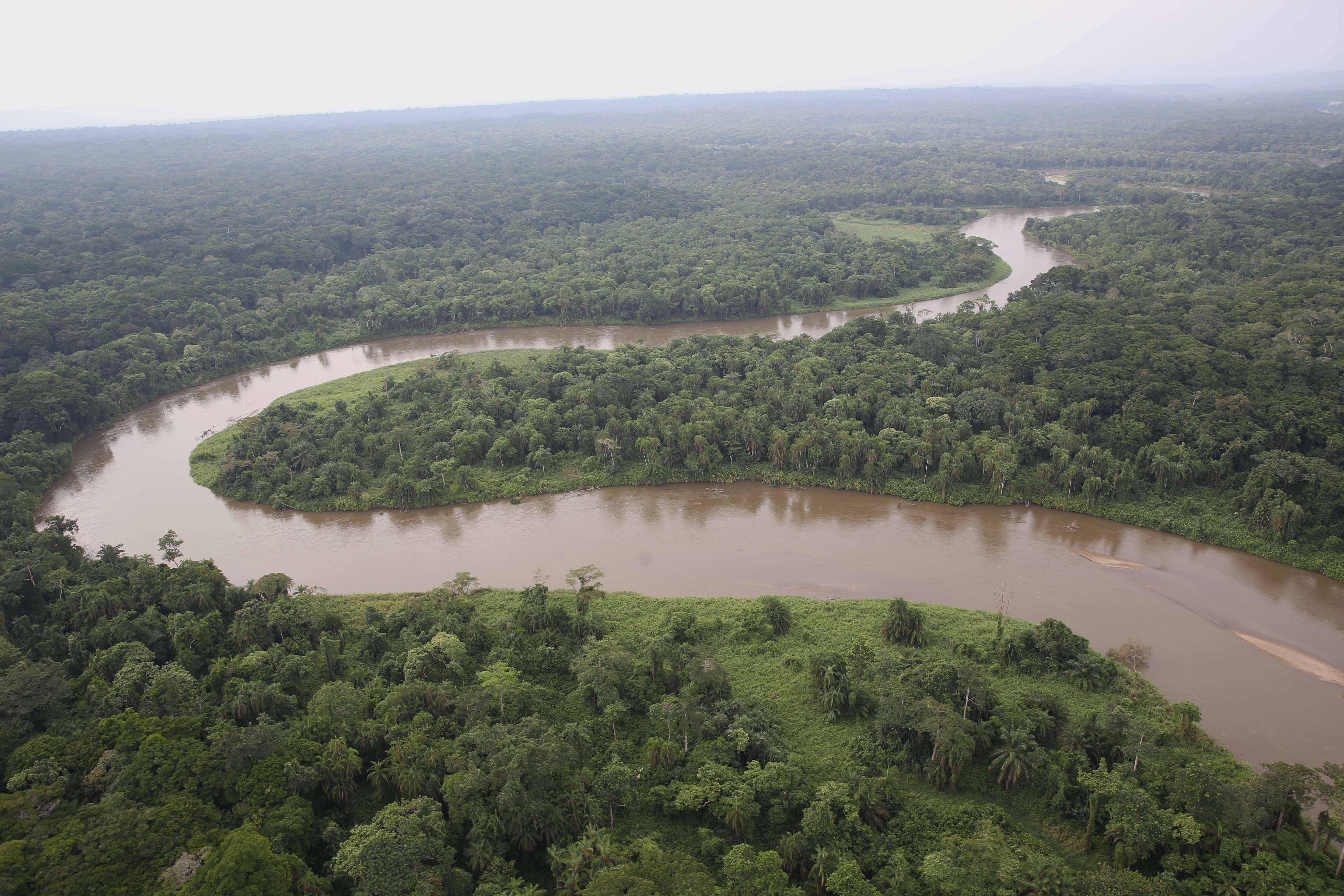
Ursprünglicher Regenwald in Nord-Kivu
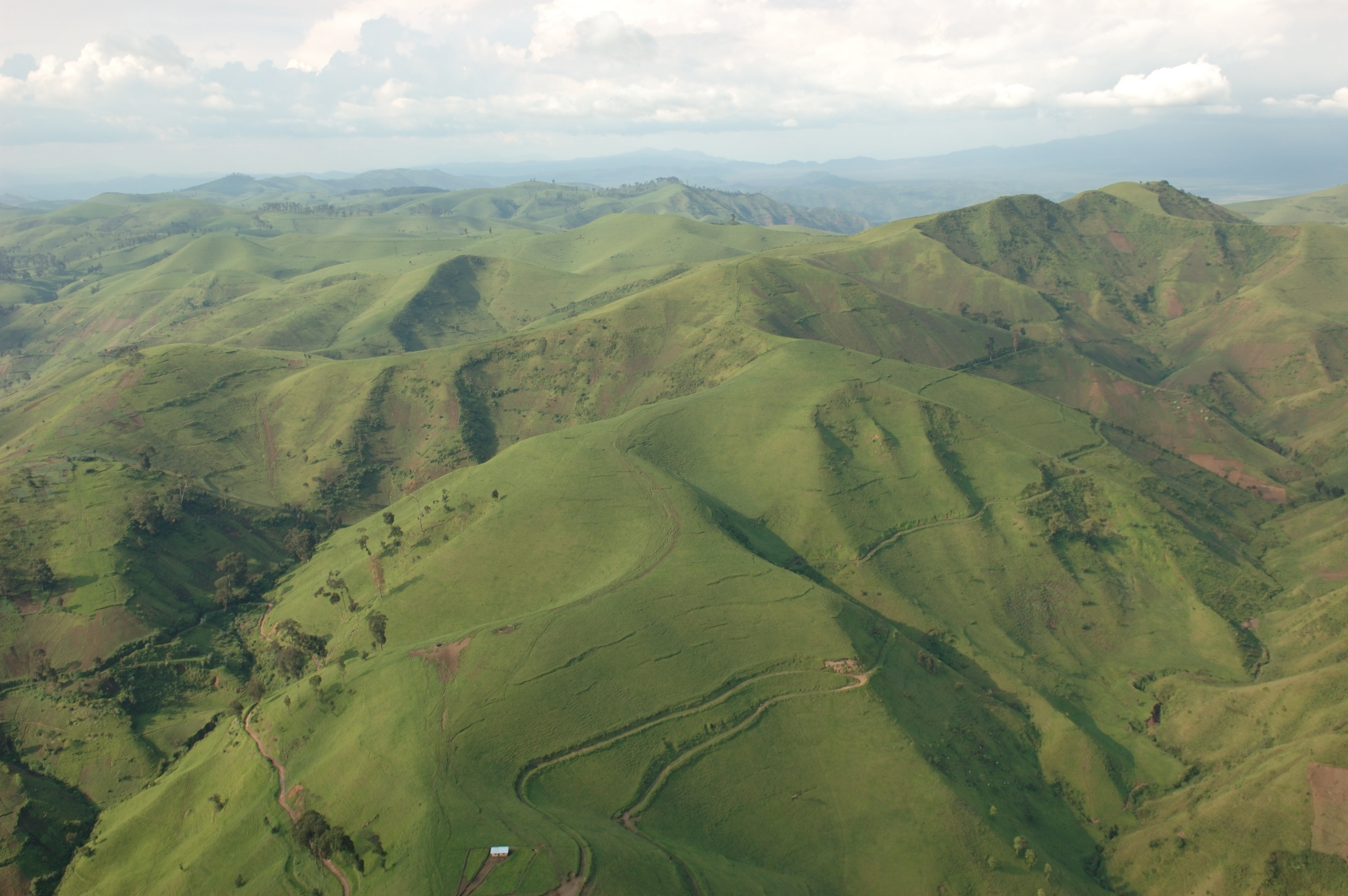
Weiden auf ehemals bewaldeten Hügeln

### Verwaltungsgliederung

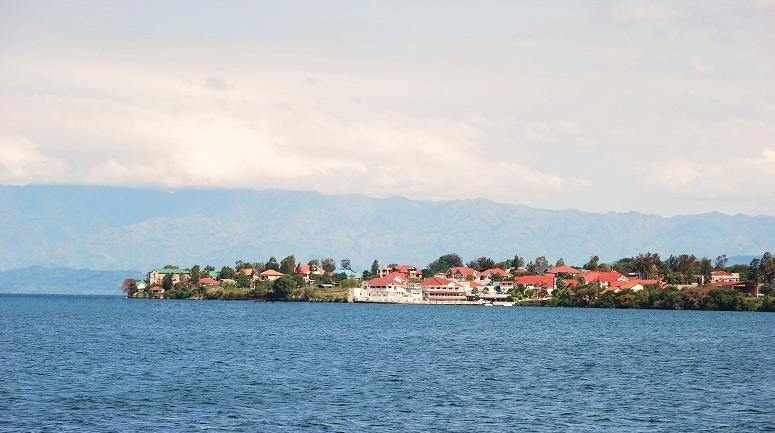
Nördlicher Kivusee mit der Hauptstadt Goma im Hintergrund

Die Provinz Nord-Kivu teilt sich in neun Verwaltungseinheiten zweiter Ebene, davon sind sechs Territorien und drei Städte:
- Territorien (französisch Territoires)
  - Beni
  - Lubero
  - Masisi
  - Nyiragongo
  - Rutshuru
  - Walikale
- Städte (französisch Villes)
  - Beni
  - Butembo
  - Goma (Provinzhauptstadt)

### Städte und Ortschaften
Städte und Ortschaften in der Provinz (Auswahl):
- Busurungi
- Kitchanga
- Kikura
- Kisikivi
- Kiuli
- Lubero
- Masisi
- Ngungu
- Oicha
- Rutshuru
- Sake
- Walikale
- Mweso

## Geschichte
Die Provinz entstand 1988 bei der Aufteilung der ehemaligen Provinz Kivu.
Von 2006 bis 2009 wurde in Nord-Kivu der dritte Kongokrieg zwischen den Rebellengruppen unter Laurent Nkunda und den Regierungstruppen ausgetragen.
In der Provinz herrscht Flucht und Vertreibung. Im Juni 2009 waren 300.000 Menschen auf der Flucht. Hilfsorganisationen wie Oxfam kritisierten die geringe internationale Wahrnehmung des Konflikts.
2018 bis 2020 grassierte im Nordosten der Demokratischen Republik Kongo eine Ebola-Epidemie. Mit Stand 11. Juni 2019 gab es im Zuge dieser Epidemie in Nord-Kivu über 1800 dokumentierte Krankheits- und 1287 Todesfälle.
Von 2007 bis 2019 war Julien Paluku Kahongya der Gouverneur der Provinz, nach der Wahl am 30. Mai 2019 und der kommissarischen Regierung von Feller Lutayichirwa übernahm am 28. Juni Carly Nzanzu Kasivita die Geschäfte.

## Verkehr
In die Provinzhauptstadt Goma führt die entlang des Nord- und Westufers des Kiwusees verlaufende Nationalstraße 2. In Goma liegt sie an der Grenze nach Ruanda und der dort angrenzenden Stadt Gisenyi. Westlich von Goma führt die Nationalstraße über Sake und von dort weiter nach Süden in die Provinz Sud-Kivu, wo sie auf die Nationalstraße 3 trifft. Nördlich von Goma verläuft sie am Vulkan Nyiragongo vorbei zur Stadt Rutshuru und weiter nördlich über Butembo nach Beni.
In einigen Städten in der Provinz finden sich Flughäfen, darunter der Flughafen Goma in der Provinzhauptstadt.